# Schlacht um Nanking (1937)
1937–1939

Marco-Polo-Brücke – Peking-Tianjin – Chahar – Shanghai (Sihang-Lagerhaus) – Peking-Hankou-Eisenbahn – Tianjin-Pukou-Eisenbahn – Taiyuan (Pingxingguan, Xinkou) – Nanking – Xuzhou (Tai’erzhuang) – Henan – Lanfeng – Amoy – Überflutung des Gelben Flusses – Wuhan (Wanjialing) – Canton – Hainan – Nanchang – (Xiushui) – Chongqing – Suixian-Zaoyang – (Shantou) – Changsha (1939) – Süd-Guangxi – Winteroffensive (Kunlun-Pass) – (Wuyuan)
1940–1942

Zaoyang-Yichang – Hundert Regimenter – Zentral-Hubei – Süd-Henan – West-Hebei – Shanggao – Shanxi – Changsha (1941) – Changsha (1942) – Yunnan-Burma-Straße – Zhejiang-Jiangxi – Sichuan
1943–1945

West-Hubei – Nord-Burma und West-Yunnan – Changde – Ichi-gō – Henan – Changsha (1944) – Guilin–Liuzhou – West-Henan und Nord-Hubei – West-Hunan – Guangxi (1945) – Mandschukuo (1945)
Die Schlacht von Nanking war eine Schlacht des Zweiten Japanisch-Chinesischen Kriegs. Im Dezember 1937 eroberten japanische Kräfte die damalige Hauptstadt der Republik China Nanking, nachdem sich die chinesischen Verteidiger chaotisch aus der Stadt zurückgezogen hatten. Nach der Schlacht verübten die japanischen Streitkräfte beim Massaker von Nanking zahlreiche Kriegsverbrechen an der chinesischen Zivilbevölkerung.

## Hintergrund
Nach dem Ausbruch des Krieges im Juli 1937 konnten die japanischen Streitkräfte große Teile des Landes nördlich des Huang He unter ihre Kontrolle bringen. Entgegen den japanischen Erwartungen gab die Führung der Kuomintang unter Chiang Kai-shek dem japanischen Druck nicht nach und plante einen langen Verteidigungskrieg gegen Japan. Im Zuge dieser Strategie hatten die Chinesen bei der Schlacht um Shanghai eine neue Front eröffnet, was jedoch zu Einnahme der Stadt durch die Japaner geführt hatte. Die Japaner hatten zwar viel Territorium hinzugewonnen, ihr Kriegsziel die Kuomintang durch Vernichtung ihrer Armee zu einem Frieden zu japanischen Gunsten zu zwingen nicht erreicht.

## Planungen
Die japanische Seite stand nach der Schlacht um Shanghai rund 240 km östlich und flussabwärts des Jangtsekiangs von der Hauptstadt Nanking entfernt. Das im 7. November einberufene Kaiserliche Große Hauptquartier plante ein Vorgehen auf Nanking durch die Shanghai-Expeditionsarmee und die 10. Armee. Der erstgenannte Großverband (9., 16. und 13. Division) sollte nördlich des Tai-Sees, die 10. Armee (6., 18. und 114. Division) sollte südlich des Sees gegen Nanking vorgehen. Die japanische Seite stellte pro Großverband jeweils vier Divisionen bereit und setzte den Marsch auf Nanking im November 1937 in Gang. Um die Koordination zwischen den Großverbänden zu gewährleisten, wurden diese unter dem Kommando von Matsui Iwane zur Regionalarmee Zentralchina zusammengefasst.
Chiang Kai-shek war sicher, dass Nanking nicht erfolgreich verteidigt werden könne. Aufgrund der Bedeutung der Hauptstadt wollte er diese jedoch nicht kampflos an die Japaner aufgeben. Am 8. September 1937 betraute er General Tang Shengzhi mit dem Oberbefehl der Truppen in Nanking. Das Ziel der Chinesen war es mit möglichst wenig Truppen den Japanern in Rückzugsgefechten möglichst große Verluste zuzufügen. Ebenso plante die chinesische Seite einen Gegenangriff am Qiantang-Fluss um den Vormarsch der Japaner zu verlangsamen. Die Kuomintang stellte zur Verteidigung Nankings und des Vorfeldes der Stadt 12 Divisionen zur Verfügung, die jedoch die aus der vorhergehenden Schlacht um Shanghai erlittenen Verluste noch nicht ausgeglichen hatten.

## Verlauf

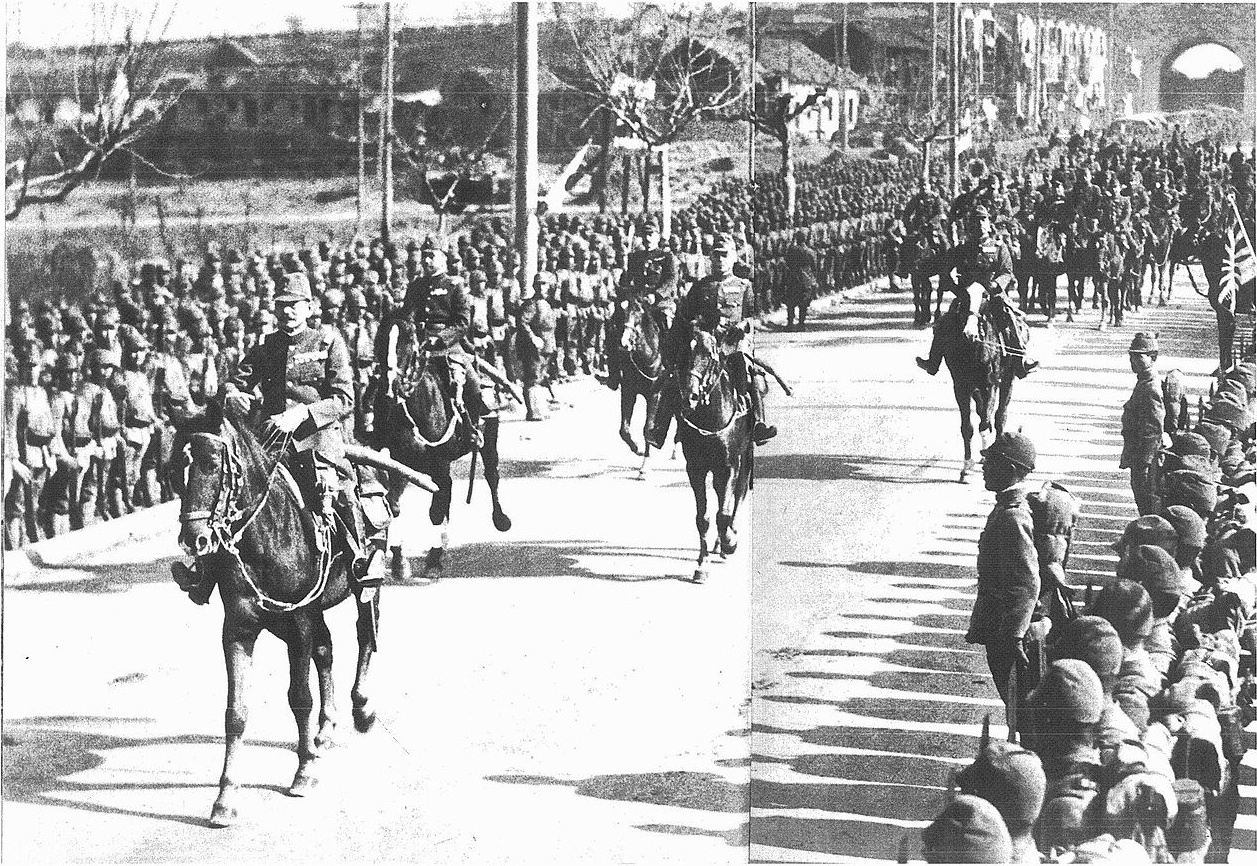
General Matsui beim Betreten von Nanjing am 13. Dezember 1937

Die japanische Armee setzte bei ihrem Vormarsch taktische Luftunterstützung, Artillerie und Panzerkräfte ein. Chinesische befestigte Stellungen wurden von den vorgehenden Elementen umgangen und erst durch nachrückende Einheiten eingekesselt und zerschlagen. Am 19. November eroberten japanische Truppen Suzhou am nördlichen Ufer des Tai-Sees. Chiang versuchte die Front bei Nanjing durch 5 Divisionen und 2 Brigaden aus Sichuan zu verstärken. Diese nicht direkt der KMT angehörigen Warlordtruppen flohen jedoch im Angesicht des japanischen Vormarsches. Am 30. November hatten die Spitzen der beiden japanischen Armeen die Stadt Nanking von Südosten und Südwesten erreicht und begannen mit der Einkesselung der Hauptstadt. Chiang verließ die Stadt am 7. Dezember. Am 11. Dezember brach der organisierte Widerstand innerhalb der Stadt mehr und mehr zusammen. Am Folgetag flohen nach einem Rückzugbefehls Chiangs die Truppen aus der Stadt. Am 13. Dezember 1937 war die Stadt vollständig unter Kontrolle japanischer Truppen. Die chinesischen Truppen hatten bei der Verteidigung der Stadt und des Vorfeldes rund 70.000 Mann an Toten zu beklagen. Vor ihrem Abzug setzten die Chinesen zahlreiche Gebäude der Stadt in Brand, um sie nicht den Japanern zu überlassen.

## Folgen

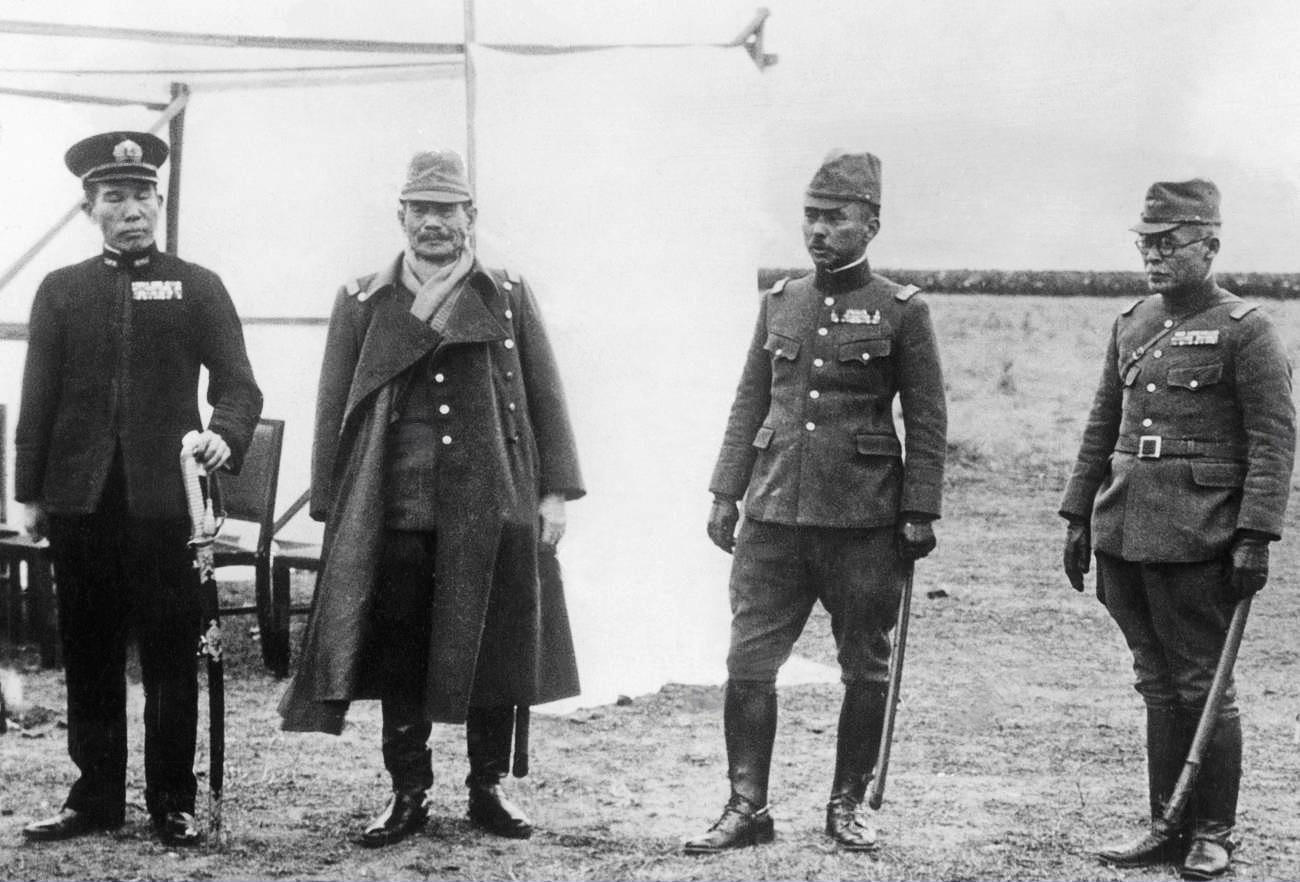
Die japanischen Militärführer Hasegawa Kiyoshi (Admiral), Iwane Matsui, Prinz Yasuhiko Asaka und Heisuke Yanagawa bei der Gedenkfeier für Kriegstote am 13. Dezember 1937 auf dem Flugplatz Nanking

Die japanische Führung auf Armeeebene hatte die Befehle ausgegeben mit größtmöglicher Härte auf chinesischen Widerstand zu reagieren. Kriegsgefangene wurden nicht gemacht, sondern an Ort und Stelle erschossen. Der Befehl, in Zivilkleidung untergetauchte chinesische Soldaten ausfindig zu machen, kam einem Freischein zur Ermordung chinesischer Zivilisten gleich. Die 10. Armee unter Yanagawa Heisuke nahm auf dem Vormarsch keine Lebensmittel mit, um die eigene Logistik zu entlasten. Die befohlenen Plünderungen der Vorräte der Zivilbevölkerung führten wiederum zu zahlreichen Toten. Mord, Raub, Plünderung und Vergewaltigung gegenüber Chinesen blieb straflos. Das Verhalten der japanischen Armee gipfelte nach dem Sieg im Massaker von Nanking, dem berüchtigtsten Kriegsverbrechen des ganzen Krieges.
Die japanische Seite konnte Nanking zwar schnell erobern, ihr Ziel, die chinesische Seite zur Kapitulation zu bewegen, wurde jedoch nicht erreicht. Die Kuomintang-Regierung hatte ihr militärisches Hauptquartier bereits im Oktober nach Wuhan evakuiert. Die Zivilregierung war im selben Monat in die neue Hauptstadt Chongqing evakuiert worden.